# San Francisco Botanical Garden

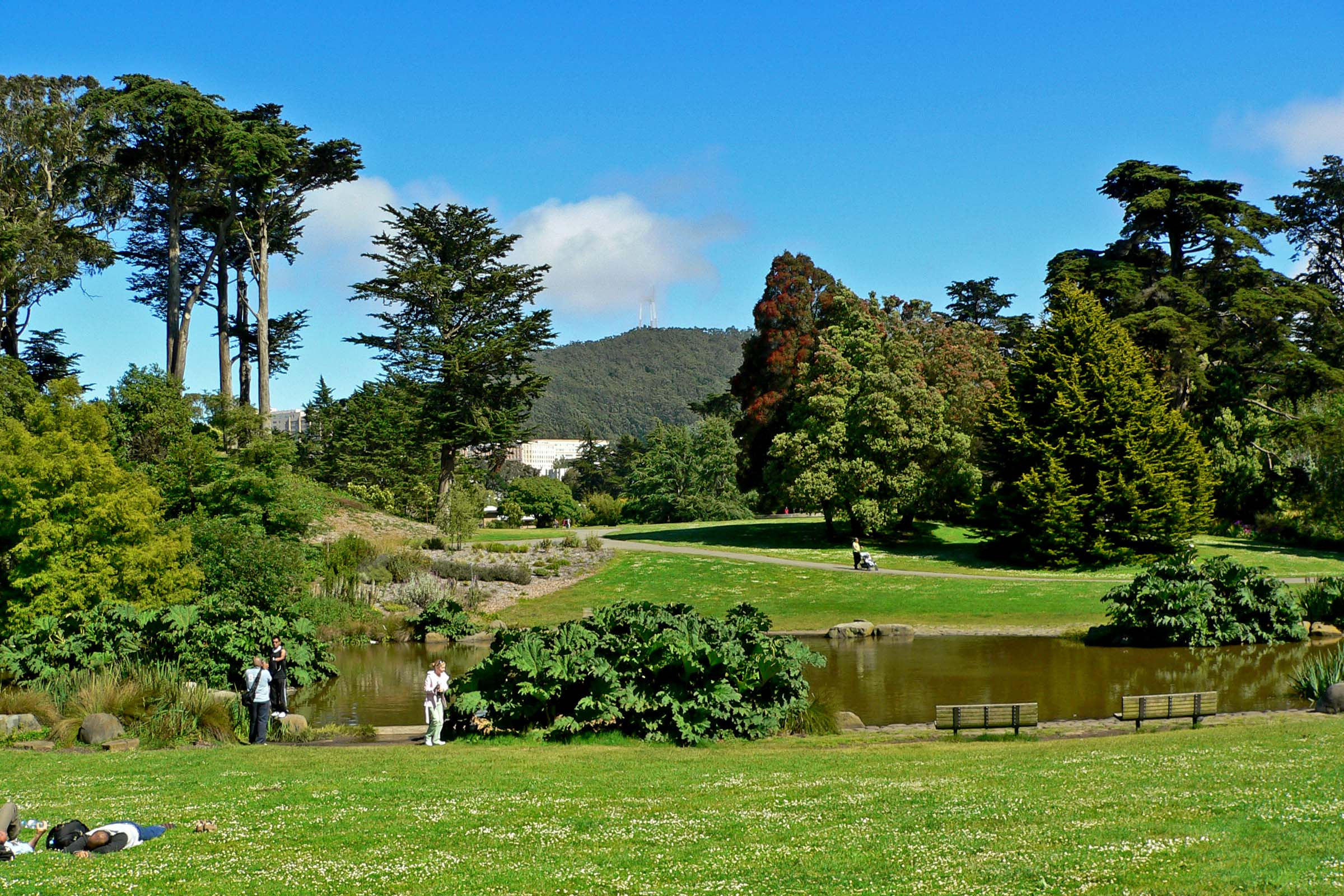
Gazon in de San Francisco Botanical Garden

De San Francisco Botanical Garden (voorheen Strybing Arboretum) is een botanische tuin in het Golden Gate Park in San Francisco. De tuin beslaat 22,3 ha en bevat meer dan 7500 plantentaxa vanuit de hele wereld waardoor de tuin een van de grootste is aan de westkust van de Verenigde Staten. De tuin werd in 1890 ontworpen door John McLaren.
De botanische tuin is aangesloten bij de American Public Gardens Association en bij Botanic Gardens Conservation International, een non-profitorganisatie die botanische tuinen samen wil brengen in een wereldwijd samenwerkend netwerk om te komen tot het behoud van de biodiversiteit van planten. De tuin is tevens aangesloten bij de American Society of Botanical Artists, een vereniging die zich richt op de promotie van contemporaine botanische kunst. De botanische tuin beschikt over een bibliotheek, de Helen Crocker Russell Library of Horticulture. Deze bibliotheek is aangesloten bij de Council on Botanical and Horticultural Libraries (CBHL), een internationale organisatie van individuen, organisaties en instituten die zich bezighouden met de ontwikkeling, het onderhouden en het gebruik van bibliotheken met botanische literatuur en literatuur over tuinen.